# Vlag van Ottersum

Vlag van de gemeente Ottersum
(tot 1973)

De vlag van Ottersum is nimmer vastgesteld als de gemeentelijke vlag van de voormalige Limburgse gemeente Ottersum, maar werd wel als zodanig gebruikt. Sinds 1 januari 1973 is de vlag niet langer als gemeentevlag in gebruik omdat de gemeente Ottersum toen opging in de gemeente Gennep. De vlag kan als volgt worden beschreven:
Vier evenhoge banen van rood, wit, geel en blauw met op het midden, ter hoogte van twee banen, het gemeentelijk wapenschild.
De kleuren zijn ontleend aan de Nederlandse vlag, de Limburgse vlag, en het gemeentewapen.

## Verwante afbeelding

Wapen van Ottersum

Ambt Montfort 
· Amby 
· Arcen en Velden 
· Baexem 
· Beegden 
· Belfeld 
· Bemelen 
· Berg en Terblijt 
· Bocholtz 
· Born 
· Broekhuizen 
· Cadier en Keer 
· Echt 
· Eijsden 
· Elsloo 
· Eygelshoven 
· Geleen 
· Grathem 
· Grubbenvorst 
· Haelen 
· Heel 
· Heel en Panheel 
· Heer 
· Helden 
· Herten
· Heythuysen 
· Hoensbroek 
· Horn 
· Horst 
· Hulsberg 
· Hunsel 
· Kessel 
· Klimmen 
· Limbricht 
· Linne 
· Maasbracht 
· Maasbree 
· Margraten 
· Meerlo-Wanssum 
· Meijel 
· Melick en Herkenbosch 
· Montfort 
· Munstergeleen 
· Neer 
· Nieuwenhagen 
· Nieuwstadt 
· Nuth 
· Ohé en Laak 
· Onderbanken 
· Ottersum 
· Posterholt 
· Roggel 
· Roggel en Neer 
· Schaesberg 
· Schinnen 
· Sevenum 
· Sint Odiliënberg 
· Sittard 
· Stevensweert 
· Stramproy 
· Susteren 
· Swalmen 
· Tegelen 
· Thorn 
· Ubach over Worms 
· Ulestraten 
· Urmond 
· Valkenburg-Houthem 
· Vlodrop 
· Wessem 
· Wittem